# Rózsa Sándor (televíziós sorozat)
A Rózsa Sándor 1971-ben bemutatott tizenkét részes színes magyar történelmi filmsorozat, amely az egyik leghírhedtebb és legkegyetlenebb magyar bűnözőnek, rablógyilkosnak, Rózsa Sándornak az életét mutatja be, Szinetár Miklós rendezésében. A forgatókönyvet Móricz Zsigmond Rózsa Sándor a lovát ugratja című, 1941-ben megjelent regénye alapján Sipos Tamás írta. A címszerepet Oszter Sándor játssza, a további főbb szerepekben Raksányi Gellért, Cserhalmi György, Szirtes Ádám, Muszte Anna, Horváth Teri és György László láthatók.

## Történet
|  | Alább a cselekmény részletei következnek! |

- 1. rész

Veszelka Péterné az örökségükért pörlekedett Röszkén. Egy csikóslegény Bak József kovácsmesternél a lovát patkoltatta, amikor felkeltette két perzekútor figyelmét. A legény elmondta, hogy milyen ügyben jött erre a vidékre, közben az összegyűlt emberek a kovács történetét hallgatták a Mesterek mesteréről. A fegyveresek egyike, Rácz Pál szemet vetett Maradék Pálnéra, és a műhely közelében erőszakoskodni kezdett vele. A csikós utánuk ment, és lefegyverezte Palit, miközben jól megverte a férfit. Később Ilyés zsandártól is elvette a fegyvereit, majd lóra pattant, és elvágtatott. A röszkeiek között elterjedt a hír, hogy az apró termetű legény, aki ellátta a pandúrok baját, csak Rózsa Sándor lehetett. A betyár itt látta meg először Veszelka Juliskát, akit hangosan csúfnak, de magában formásnak nevezett.
- 2. rész

Rózsa Sándor visszaemlékezett arra, hogyan került a szegedi tömlöcbe, hogyan sikerült onnan megszöknie. Veszelka Péter örömhírrel fogadta a Röszkéről hazatérő feleségét és leányát: férjet szerzett Juliskának, Topogó ménesmester jómódú fiát. Bujkó György szenátor megzsarolta Veszelkát, aki ennek hatására találkozni akart Rózsa Sándorral. A népdalokban Sándor 12 szeretőjéről énekeltek, ekkoriban öt szeretője volt: négy asszony és egy leány, Szurtai Piros. Pisze Matyit – feltételekkel – szabadon engedték a szegedi börtönből. Veszelka Péter a híres betyár öccsét, Rózsa Bandit rávette, hogy a városi ménesbe vágyakozó fiú a bátyjától szerezzen egy jó hátaslovat. Bandi útra kelt, hogy megkeresse a testvérét.
- 3. rész

Pirosnál összetalálkozott a két testvér. Sándor lemondott a testvére javára a lányról, megígérte Bandinak, hogy szerez a számára egy hátast. Legalább egyikőjüknek legyen békés, boldog élete. Rózsa Sándor hírneve gyorsan elterjedt a pusztán. Amikor a katonának összefogdosott szegények kísérőire rálőtt a betyár, két besorozottnak sikerült megszöknie. Pisze Matyival és Veszelka Imrével megsarcolták a jobbmódúakat. Hogy az öccse kívánságát teljesítse, Sándor – két társával együtt – elindult lovat szerezni. Gárgyán Mihály információja alapján Átokházán Majsa számadótól Rozgonyi uram pejkóját kötötték el. Sándor a jó futó lóval együtt vágtatott vissza a halásztanyára.
- 4. rész

Az öccse azonban nem várta meg a betyárt a halászkunyhónál, virradatkor hazagyalogolt. Sándor tovább indult a Veszelka-tanyára. A töltéscsinálókat besorozták katonának, az asszonyok egy darabig kísérhették őket, de aztán megállásra kényszerítették őket. Hosszú évekre el kellett búcsúzniuk a szeretteiktől. A szegedi urak bőségesen terített asztalnál vitatták meg az ország és városuk ügyeit. A reformelképzeléseket szidták, cigányzenére tivornyáztak: ittak, daloltak, táncoltak. Gárgyán Mihály nagyon bánta, hogy minden erőszak nélkül elárulta, hogy a pejkó ott van Majsa számadónál. Szamárhátra ült, és egyre fokozódó rémhírekkel telekürtölte a halasi határt az előző este történtekkel. Rózsa Sándor a Veszelka Péter gazda tanyáján csak Juliskát találta otthon.
- 5. rész

Pisze Matyi az eddigi szolgálataiért cserébe két szürkemarhát kért Sándortól. Az állatokat Gárgyántól szerezték meg. Veszelka Péter jókedvűen tért haza a városból, jó úton haladt a Juliska férjhez adása a ménesmester fiához. Még aznap éjszaka váratlan vendégek kopogtak be hozzájuk az ablakon, Veszelka Imre és Rózsa Sándor jelent meg náluk. A betyárok két nagy szarvú ökröt hoztak eladásra. Míg a nők a vacsorát készítették, Veszelka Péter elmondta, hogy Halasról hivatalos írás érkezett Szegedre Rózsa Sándor elfogatását kérve. A bandita bűnlajstroma – a hírek szerint – azóta egyre csak nőtt. A Rozgonyi halasi gazdától korábban ellopott lóról kiderült, hogy azt már a főkapitány vásárolta meg, ajándékba vette a püspöknek. A város minden perzekútora azt a lovat kereste. Sándor nem maradt Veszelkáéknél, hiába marasztalta a gazda, a legény lóra pattant, és elvágtatott.
- 6. rész

Müller főkapitány és a perzekútorok

Sándor meglátogatta Annát, majd betért egy ivóba, ahol éppen róla szóló történeteket fecsegtek. Itt összetűzésbe került Gál Péterrel, de a küzdelem után nem váltak el haraggal. Topogó – Bujkó szenátor biztatására – felkereste Veszelka Pétert, és tíz-tizenkét szarvasmarha megszerzésére biztatta. Azzal már nem törődött, hogy a gazda az állatokat hogyan és honnan teremti elő. Veszelka Péter Rózsa Bandit küldte el a legény bátyjához az üzenettel. Sándor és három társa megszerezte az állatokat a Tiszán átkelve a vásárhelyi határból. Kulacsos Nagy Mihály főügyész megmutatta Müller főkapitánynak a halasiak Rózsa Sándorral kapcsolatos levelét. A főkapitány a dühét a perzekútorain és Gombár József őrmesteren töltötte ki.
- 7. rész

A négy betyár a marhákért kapott pénzen osztozkodott, amikor Pisze Matyi elmesélte a társainak, hogyan és miért ölte meg egykor Pruska doktor a Sin Mihály leányát. A történet hatására Rózsa Sándor elment Veszelkáékhoz, mert féltette a lányt. Két társa utána lovagolt, megvacsoráztak, együtt mulatoztak: vígan énekeltek. Rózsa Sándor és Juliska táncát rossz szemmel méregette a házigazda. Pisze Matyi árulása miatt hajnalban perzekutorok érkeztek Veszelka Péter tanyájához. Juliska riasztotta Sándorékat, akik összecsaptak a pandúrokkal. A lövöldözésben négy perzekútor megsebesült, a menekülés közben megsérült citerást elfogták. Rózsa Sándor és a vállon lőtt Imre elmenekültek. Kotolár kapitány házkutatást tartott, szigorúan és eredményesen vallatta Veszelka Pétert és családját. Bán Andrást és az orgazdának vélt Veszelkát a szegedi börtönbe szállították. 
- 8. rész

A sebesült Imrét Bánné Zsuzsival együtt ápolta Sándor. Pisze Matyi kevesellte a marhákért kapott pénzt, bosszúból a perzekutorok kezére játszotta Rózsa Bandit, akit Szeged városának tömlöcébe vetettek. A királyi biztos installációja miatt nagy volt a felfordulás a városban. Rózsa Sándor elhatározta, hogy kiszabadítja öccsét, és ehhez a tapasztalt Török Samu segítségét kérte. Előtte azonban Pruska doktoron álltak bosszút, amiért az kegyetlenül meggyilkolt egy – tetszhalott állapotból feléledő – lányt.
- 9. rész

A szegedi urak felháborodtak azon, hogy Rózsa Sándor bosszút állt Pruska doktoron a jobbágylányért. A tisztújítás miatt a közrendre fokozottan ügyeltek, ezért nagy hajsza indult a betyárok ellen. Veszelka Juliskának és az édesanyjának Szegedre kellett költözniük, ráadásul két pandúr folyamatosan őrizte a házukat. Sándor egy este mégis odament, és alaposan megtréfálta az alvó őröket. Bujkó Gyuri, a város gazdasági szenátora megvesztegetéssel akarta kiszabadítani a börtönből Veszelka Pétert, de ezzel inkább magára terelte a kormánybiztos gyanúját. A tömlöcbe új rabokat zártak, az egyikük arról beszélt, hogy Rózsa Sándor hamarosan megtámadja a szegedi börtönt, hogy kiszabadítsa és betyárrá tegye az öccsét. 
- 10. rész

Veszelka Péter – Bujkó szenátornak köszönhetően – kiszabadult a börtönből. Élve a kínálkozó lehetőséggel Pisze Matyi elkötötte Müller főkapitány lovát. Bujkó György Topogó ménesmesterrel üzent Veszelkának, hogy az szerezzen egy lovat. A frissen szabadult gazda visszament a tanyájára, aminek ugyan ledöntötték a tetejét, de a vályogfalak épen maradtak. Itt találkozott Pisze Matyival, aki eladott neki egy lovat. Mielőtt az üzletet megkötötték volna, Matyi – megtudván Pétertől Bandi öngyilkosságát – megvitte a hírt Rózsa Sándornak, hogy az öccse a tömlöcben elveszejtette magát. Bujkó szenátor meglátogatta Müller főkapitányt, és közölte vele, hogy az elveszett lova helyett hozatott egy másik lovat Topogó ménesmesterrel. A főkapitány azonnal felismerte az ajándékban a korábban ellopott lovát. A város urai egyre erőteljesebben nyomoztattak Bujkó Gyuri után, tudni szerették volna, hogy ki is valójában ez a titokzatos mosolyú, felettébb ügyes ember. Végül házkutatást rendeltek el a szenátornál, de az számított a vizsgálatra, így nem találták otthon, egy levél várta a kilovagló perzekútorokat a ház belső bejárati ajtajánál. Pisze Matyi már régóta haragudott Veszelka Imrére, ezért a sebláztól legyengült társát rávette arra, hogy szarvasmarhákat lopjanak a Pandilkó Guszti csordájából. Amikor megegyeztek Imrével, a tervet a legapróbb részletekig felfedte Müller főkapitánynak és Kotolár kapitánynak.
- 11. rész

Bán Andrást, a citerás betyárt és a révészné meggyilkolásával vádolt rác házaspárt kivégezték. Pisze Matyi és Veszelka Imre megvalósították Matyi korábbi tervét, Szömötör uram és fia ellenállása ellenére elhajtottak tizenkét ökröt. A pihenőhelyen a pandúrok meglepték és elfogták őket. Bak Józsi műhelye közelében a falubelieket felháborította az intéző kegyetlenkedése. A perzekútorok a rabokkal megálltak ugyanitt, és egyikük sértegetni, ütlegelni kezdte Imrét. Az itt lévő jobbágyok fellázadtak, megdobálták a pandúrokat, és felkötötték a már régóta gyűlölt intézőt. Rózsa Sándor is megtudta, hogy Imre és Matyi fogságba kerültek. Veszelkát sikerült kiszabadítania, aki a kedvesével együtt lóra kapva menekülni kezdett. Illyés perzekútor kétszer is Imréék után lőtt, a lány halálos sebet kapott. A felbőszült tömeget Müller főkapitány csak katonákkal együtt tudta megfékezni, a jobbágyok közül sokan holtam vagy sebesülten maradtak a földön. Mivel meghiúsult Rózsa Sándor csapdába csalása, Pisze Matyi sem kerülhette el a végzetét.
- 12. rész

Egyházi énekeket énekelve búcsúra ment Szegedre a tanyák népe. Veszelka Péter otthon maradt, Juliska az édesanyjával részt vett a Boldogságos Szűz Mária ünnepére rendezett körmeneten. Juliska selyem kendőt kapott Rózsa Sándortól ajándékba, majd együtt haladtak a menetben. Sándor elmondta a lánynak, hogy elszegődött számadónak Bátori Bálint néven. A mulatozás közepette tűz ütött ki, és az a rémhír terjedt el, hogy Rózsa Sándor és bandája gyújtogatott, így állt bosszút Szegeden. Müller főkapitány és Kotolár kapitány megszervezte az oltást, a tűz környékén lévő házak lebontását. Rózsa Sándor halált megvető bátorsággal részt vett az oltásban: embereket hozott ki az égő házakból, állatokat mentett meg a tűzhaláltól, részt vett a háztetők oltásában. Éppen két apró lánygyermeket adott ki egy füstölgő épület ablakán keresztül, amikor Ilyés zsandár ráismert, a pandúrok ezután üldözni kezdték a betyárt. A menekülés közben voltak, akik Sándor segítségére siettek, így Veszelka Juliskával együtt elhagyhatták Szeged városát.
A két fiatal pedig a szegedi puszták módján, ketten egy lovon, nyereg nélkül, minden nélkül csak neki a végtelen síkságnak. Hátuk mögött füstölt Szöged.

Füstölgött, de azt nem Rózsa Sándor gyújtotta fel, és bizony azt Rózsa Sándor se mönthette mög.

Nem baj, Szöged újra felépül, és szebb lesz, mint volt.

A rossz házak helyére jó házakat raktak, a rossz utcákat kiegyenesítik, a rossz erkölcsöket megjavítják. 
Nem köll Szögeden búsulni.
 
Kivált, hogy Rózsa Sándor már a lovát ugratja.
 
De nem Szeged ellen ugratja.
 
Senki ellen se ugratja.

Viszi a magáét. Viszi a csúnya lányt.

A betyár mindenit neki!

Néha mögtapintja, mögvan-e még a kincse? 

Mögvan.
 
Míg ez mögvan, addig nincs baj.

De nincsen ám.
|  | Itt a vége a cselekmény részletezésének! |

## Szereplők
| Szereplő               | Színész          | Epizód |
| ---------------------- | ---------------- | ------ |
| Rózsa Sándor           | Oszter Sándor    | 12     |
| Pisze Matyi            | Raksányi Gellért | 10     |
| Veszelka Imre          | Cserhalmi György | 10     |
| Müller főkapitány      | György László    | 10     |
| Veszelka Juliska       | Muszte Anna      | 09     |
| Veszelka Péter         | Szirtes Ádám     | 08     |
| Veszelka Péterné       | Horváth Teri     | 08     |
| Kotolár kapitány       | Kovács János     | 08     |
| Rózsa Bandi            | Zala Márk        | 07     |
| Gombár József őrmester | Nagy Attila      | 07     |
| Bujkó György szenátor  | Pásztor János    | 07     |
| Szurtai Piros          | Piros Ildikó     | 06     |
| Bán András, citerás    | Szabó Gyula      | 06     |
| Égető perzekútor       | Garics János     | 06     |

### További szereplők
- Csurka László (Rácz Pál, perzekútor)
- Makláry János (Szurtai, Piros apja)
- Szendrő József (Mohos Márton városi jegyző)
- Zenthe Ferenc (Topogó ménesmester)
- Széles Anna (Som Mari)
- Sunyovszky Szilvia (Anna)
- Bodnár Erika (Hideg Eszter)
- Bánsági Ildikó (Bánné Zsuzsi)
- Győrffy György (Pandilkó Guszti, szegedi nábob)
- Kovács Károly (Kulacsos Nagy Mihály főügyész)
- Mensáros László (királyi biztos)
- Somogyi Erzsi (Perzsi néni)
- Basilides Zoltán (Ilyés zsandár)
- Bihari József (Kiss Gábriás)
- Balázsovits Lajos (Erme páter)
- Bánhidi László (Gárgyán Mihály)
- Gelley Kornél (Pruksa doktor)
- Őze Lajos
- Tolnay Klári
- Hámori Ildikó (Maradék Pálné)
- Huszti Péter (kikiáltó)
- Bessenyei Ferenc (mesélő)
- Kádár Flóra (Anya)

## Paródia
1971-ben a Magyar Televízió szilveszteri műsorában Hofi Géza a Rózsa Sándorról készült televíziós sorozat több jelenetét parodizálta.